# 世界小史
《世界小史》（Eine kurze Weltgeschichte für junge Leser；) 或译《写给大家的简明世界史》是恩斯特·贡布里希的一部历史著作，于1935年用德语写于奥地利维也纳，当时他26岁。他坚持要由他本人把这本书翻译成英语。2001年，他在伦敦去世后，根据他的愿望，由他的助手卡罗琳·穆斯蒂尔和孙女莱昂尼·贡布里希完成翻译。2005年由耶鲁大学出版社出版。

## 内容
这本书涉及人类历史的发展过程，从史前一直到第一次世界大战之后。此外，该书还描述了世界许多主要的宗教信仰，包括犹太教、印度教、佛教、基督教和伊斯兰教，并纳入对历史人物和事件的介绍。
莱昂尼·贡布里奇在英文版的导言中解释说，贡布里希在撰写博士论文的最后阶段时，用孩子能理解的单词和概念，来向朋友的小女儿解释他的博士研究工作。他相信，如果用通俗易懂的术语，聪明的孩子可以理解看似复杂的历史。贡布里希撰写了一个示例章节“骑士时代”，寄给出版商沃尔特·纽拉斯。后者要求贡布里希在六周内完成完整的书稿，交付印刷。贡布里希答应尝试，每天写一章（星期天除外，他要把作品读给未婚妻伊尔斯·海勒听）。他上下午都在家里或图书馆看书，晚上下笔写作。他选择的主题都是从现代角度看的历史上最具影响力的事件，最值得记住的事件。他按时交付了文本，这本书在1936年呈献给读者。
纳粹党统治期间，这本书因其和平主义立场而遭禁。

## 评价
安东尼·格拉夫顿在《华尔街日报》上评价贡布里奇的书：“幸运的孩子们有人会读这本书给他们听。聪明的成年人会自己读，恢复与欧洲人文主义精神的接触。”

## 章节标题
1. 从前
2. 有史以来最伟大的发明家
3. 尼罗河畔的土地
4. 太阳日、月亮日
5. 唯一的神
6. 我能阅读
7. 英雄和他们的武器
8. 不平等的战斗
9. 一小块土地上的两个小城邦
10. 觉悟者和他的土地
11. 伟大民族的至圣先师
12. 最伟大的冒险
13. 新的战争和新的战士
14. 历史的敌人
15. 西方世界的统治者
16. 福音
17. 帝国及其边界的生活
18. 暴风雨
19. 群星闪耀的夜晚来临
20. 安拉之外别无他神，穆罕默德是他的使者
21. 知道如何统治的征服者
22. 争取成为基督教世界之王
23. 骑士
24. 骑士时代的皇帝
25. 城市和市民
26. 新时代
27. 新世界
28. 新信仰
29. 战争中的教会
30. 恐怖的时代
31. 不幸的国王和幸运的国王
32. 当时在东方...
33. 真正的新时代
34. 一场非常暴力的革命
35. 最后的征服者
36. 人与机器
37. 大洋彼岸
38. 欧洲的两个新帝国
39. 瓜分世界
40. 回顾-我自己所经历的一小部分世界史

## 版本
- Gombrich, Ernst H.  Eine Kurze Weltgeschichte für junge Leser.  Dumont.  Germany, 2005.
- Gombrich, Ernst H.  A Little History of the World. Yale.  UK and USA, 2005. ISBN 978-0300108835